# Myxarium
Myxarium är ett släkte av svampar som beskrevs av Carl (Karl) Friedrich Wilhelm Wallroth. Myxarium ingår i familjen Hyaloriaceae, ordningen gelésvampar, klassen Tremellomycetes, divisionen basidiesvampar och riket svampar.
Kladogram enligt Dyntaxa:
| Myxarium | \| \| Stypella glaira \| \| \| \| \| \| Exidiopsis effusa \| \| \| \| \| \| Exidia nucleata \| \| \| \| \| \| Stypella crystallina \| \| \| \| \| \| Stypella grilletii \| \| \| \| \| \| Stypella subhyalina \| \| \| \| |
|          | \| \| Stypella glaira \| \| \| \| \| \| Exidiopsis effusa \| \| \| \| \| \| Exidia nucleata \| \| \| \| \| \| Stypella crystallina \| \| \| \| \| \| Stypella grilletii \| \| \| \| \| \| Stypella subhyalina \| \| \| \| |
|          | Heterochaetella |
|          | |
|          | Protodontia |
|          | |
|          | Stypella glaira |
|          | |
|          | Exidiopsis effusa |
|          | |
|          | Exidia nucleata |
|          | |
|          | Stypella crystallina |
|          | |
|          | Stypella grilletii |
|          | |
|          | Stypella subhyalina |
|          | |

|  | Stypella glaira      |
|  |                      |
|  | Exidiopsis effusa    |
|  |                      |
|  | Exidia nucleata      |
|  |                      |
|  | Stypella crystallina |
|  |                      |
|  | Stypella grilletii   |
|  |                      |
|  | Stypella subhyalina  |
|  |                      |